# Melchor Múzquiz, Coahuila
Melchor Múzquiz är en ort i Mexiko. Den ligger i kommunen Múzquiz och delstaten Coahuila, i den centrala delen av landet, 1 000 km norr om huvudstaden Mexico City. Melchor Múzquiz ligger 492 meter över havet och antalet invånare är 32 799.
Terrängen runt Melchor Múzquiz är platt åt nordost, men åt sydväst är den kuperad. Runt Melchor Múzquiz är det glesbefolkat, med 8 invånare per kvadratkilometer. Melchor Múzquiz är det största samhället i trakten. Trakten runt Melchor Múzquiz består i huvudsak av gräsmarker.